# Stanisław Różycki (zm. 1684)
Stanisław Różycki herbu Poraj (zm. w 1684 roku) – stolnik łęczycki w latach 1666–1682, sekretarz królewski.
Był elektorem Michała Korybuta Wiśniowieckiego z województwa łęczyckiego w 1669 roku. W 1674 roku był elektorem Jana III Sobieskiego z województwa łęczyckiego. 